# جورین
جورین (به عربی: جورین) یک روستا در سوریه است که در ناحیه شطحه واقع شده‌است. جورین ۲٬۳۲۶ نفر جمعیت دارد.